# 韓国ニ於ケル裁判事務ニ関スル法律
韓国ニ於ケル裁判事務ニ関スル法律（かんこくにおけるさいばんじむにかんするほうりつ、明治39年6月26日法律第56号）は、大日本帝国が保護国とした大韓帝国において行う裁判事務に関する法律である。
1906年（明治39年）6月26日に公布され、同月27日に施行された。その後、「明治三十九年法律第五十六号（韓国ニ於ケル裁判事務ニ関スル件）廃止ノ件」（明治42年10月18日勅令第235号）によって、1909年（明治42年）10月31日をもって廃止された。

## 沿革
大日本帝国は、第二次日韓協約の締結前、大韓帝国に対して、領事官を設置していた。治外法権の結果、この領事官が裁判官として民事の訴訟事件および刑事の事件について、裁判権を有していた。その結果、日本人同士が民事訴訟の当事者である場合、日本人が民事訴訟の被告である場合、日本人が刑事訴訟の被告人である場合には、領事裁判が行われていた。領事官の職務については、領事官ノ職務ニ関スル法律（明治32年法律第70号）に基づき行われていた。
第二次日韓協約3条の規定に基づき、統監府の理事庁に理事官が設けられ、理事官が韓国統監の指揮の下に、従来領事官に属していた一切の職権を執行することとなった。その結果、理事官は、領事官が裁判官として行っていたのと同一の職権をもって裁判を行うこととなった。なお、本法の施行によって、韓国においては、領事官ノ職務ニ関スル法律が適用されないこととなった。
また、統監府法務院官制（明治39年勅令第164号）に基づき、統監府に統監府法務院が設けられ、理事庁の裁判に対する上訴を取り扱うこととなった。

## 概要
- 理事庁
  - 理事庁は、管轄区域内における訴訟事件の始審および非訟事件の事務を行う[注釈 1]（1条）。
  - 統監は、一の理事庁の管轄に属する裁判事務の一部を他の理事庁に取り扱わせることができる（2条）。
  - 理事庁は、理事官または副理事官が単独に審問裁判する（3条、単独審）[注釈 2]。
- 統監府法務院
  - 統監府法務院は、終審として理事庁の裁判に対する上訴を管轄する[注釈 3]（4条）。
  - 統監府法務院は、評定官3人をもって組織した部において、審問裁判する（5条1項、合議審）。評定官の中で上席の者をもって裁判長とする（5条2項）。
- 資格
  - 5年以上判事、検事、帝国大学法科大学教授、理事官、副理事官または弁護士であった者でなければ、評定官または検察官となることはできない[注釈 4][注釈 5]（6条）。
- 検察事務
  - 理事官は、理事庁職員にその庁の検察事務について検事の事を行わせる（7条）。
  - 統監府法務院の検察事務は、検察官が行う。ただし、検察官に事故があるときは、法務院長は、評定官の中の1人にこれを代理させる（8条）。
- 司法共助
  - 裁判所構成法中、法律上の共助に関する規定は、理事庁および統監府法務院と裁判所との間に、裁判所及台湾総督府法院共助法[10]（明治33年法律第83号）の規定は、理事庁および統監府法務院と台湾総督府法院との間における法律上の共助に準用する（9条1項）。
  - 外国裁判所ノ嘱託ニ因ル共助法の規定は、外国裁判所の嘱託により理事庁および統監府法務院において行う法律上の輔助に準用する（9条2項）。
- 委任
  - 本法に規定があるもののほか、裁判事務に関し、韓国において適用する法律については、勅令をもって別段の規定を設けることができる（10条）。

なお、本法10条に基づく勅令として、韓国ニ於ケル裁判事務取扱規則（明治39年勅令第166号）が制定されている。